# Hednota icelomorpha
Hednota icelomorpha là một loài bướm đêm trong họ Crambidae.